# Bonnafröjda

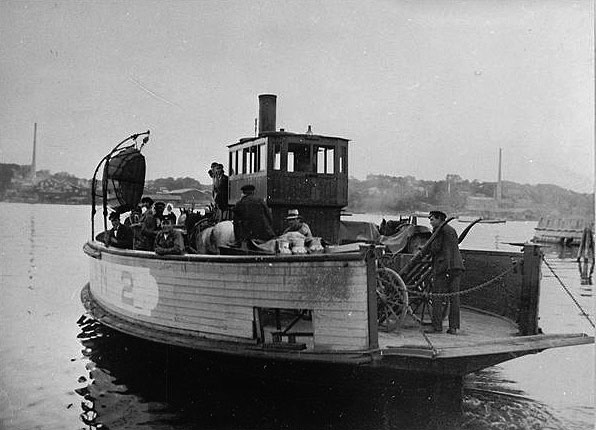
Bonnafröjda anländer till Klippan omkring 1925.

Bonnafröjda, officiellt Färjenäsfärjan, från 1915 Färjan 2, var den första ångfärjan i Göteborg. Den byggdes 1873 för trafik på leden Klippan–Färjenäs, inte långt från den nuvarande Älvsborgsbron. Hennes viktigaste funktion var att frakta Hisingens bönder fram och åter till torgdagar och torgdagsfröjder. Biljettpriset för passagerarna var sex styver, för häst och kärra sex skilling.[källa behövs] På 1880-talet forslades folkskolebarn över till Fågelro för att plantera skog och få naturkunnighetsundervisning. Namnet kom av bonde, Bonna- och fröjd, glädje, -fröjda då hisingsbönderna skulle in till stan på fastlandet och roa sig. Kusttorget i Majorna var deras främsta handelsplats, som också låg närmast. Namnet hängde sedan med fram till att färjelinjen drogs in 1967.
Färjan byggdes vid Eriksbergs Mekaniska Verkstad och var 14,5 meter lång och sju meter bred samt hade ett djupgående på 1,20 meter. Ångmaskinen utvecklade 12 hästkrafter.[källa behövs] Främst hästar, kärror och vagnar togs emot på Bonnafröjda, men även någon enstaka mindre bil. Ångslupen Elsa (byggd på Götaverken 1899) skötte persontrafiken, som gick från Frigången (ungefär vid Slottsskoggatans förlängning mot älven) till Färjenäs.
Efter att Färjenäs 1906 kommit innanför Göteborgs stads  gränser,  blev det aktuellt för staden att ta över färjeleden, något som skedde 1915. Med Göteborgs hamnstyrelse fick "Bonnafröjda" det nya namnet Färjan2.
Den var sedan i drift till 1928, då den såldes till maskinaffär Generator för 600 kronor och maskinen togs ur. Skrovet såldes vidare till Trävaru AB Jenssen i Karlstad och tjänstgjorde där som pråm för transport av trävaror ända fram på 1960-talet.

## Leden Klippan–Färjenäs
Man vet att det funnits färjelinjer på platsen Klippan–Färjenäs långt innan borgarna i Karl IX:s Göteborg år 1603 begärde att få en bro över till fastlandet. Besittningsrätt till mark både vid Älvsborg och Klippan fick en Carsten Holländer 1632, mot att han höll en färja på platsen. Färjhållningen lades senare under godset Pölsebo. I ett arrendekontrakt från 1736 mellan löjtnanten C. Cronacker och tegelbruksidkaren Anders Drake, framgår att Drake som ersättning för färjplikten fick spannmål av hisingsbönderna, det så kallade "färjkornet."
Som nämnt ovan, övertog Göteborgs stad linjen 1915, och från 1946 betraktades den som "allmän väg," vilket innebar att staten förband sig att svara för 95 % av investeringskostnaderna. Därmed kunde man skaffa nya färjor vid behov.
- År 1928 ersattes Bonnafröjda efter femtio år av Lidingöfärjan 1 omdöpt till Färjan 2. Den nya färjan var byggd 1907 och hade tidigare gått mellan Stockholm och Lidingö.[6]
- År 1951 sattes ytterligare en färja, David Carnegie, in på leden.
- År 1960 sattes färjan M/S John E Olson in på leden. Denna färja kom att göra den sista turen på leden Klippan–Färjenäs den 1 april 1967. Kapten var Viktor Torberntsson, som fört färjor på leden i 23 år.